# Oncodostigma
Oncodostigma là một chi thực vật thuộc họ Annonaceae. Chi này có các loài sau (tuy nhiên danh sách này có thể chưa đủ):
- Oncodostigma hainanense, (Merr.) Tsiang & P.T. Li